# دارگ (تاجیکستان)
دارگ (تاجیکستان) (به لاتین: Darg) یک منطقهٔ مسکونی در تاجیکستان است که در ولایت سغد واقع شده‌است.